# Playa de Nhật Lệ

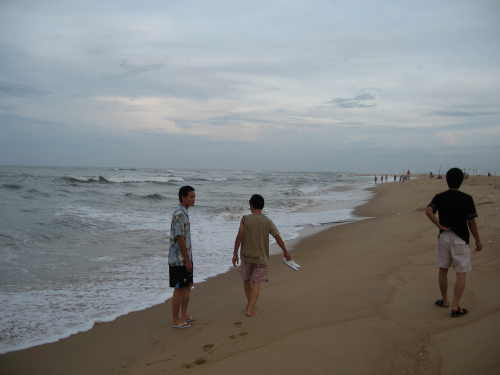
Playa Nhat Le.

La playa de Nhật Lệ es una playa en la ciudad de Dong Hoi, provincia de Quang Binh, Costa Central del Norte, Vietnam. La playa tiene 12 kilómetros de largo. Esto es una playa arenosa. Está situada cerca del estuario del río Nhật Lệ. Hay un centro turístico y otros de 4 estrellas bajo construcción en el área. La playa está a 2 kilómetros del centro del Dong Hoi.